# Augustiner-Chorherren vom Lateran

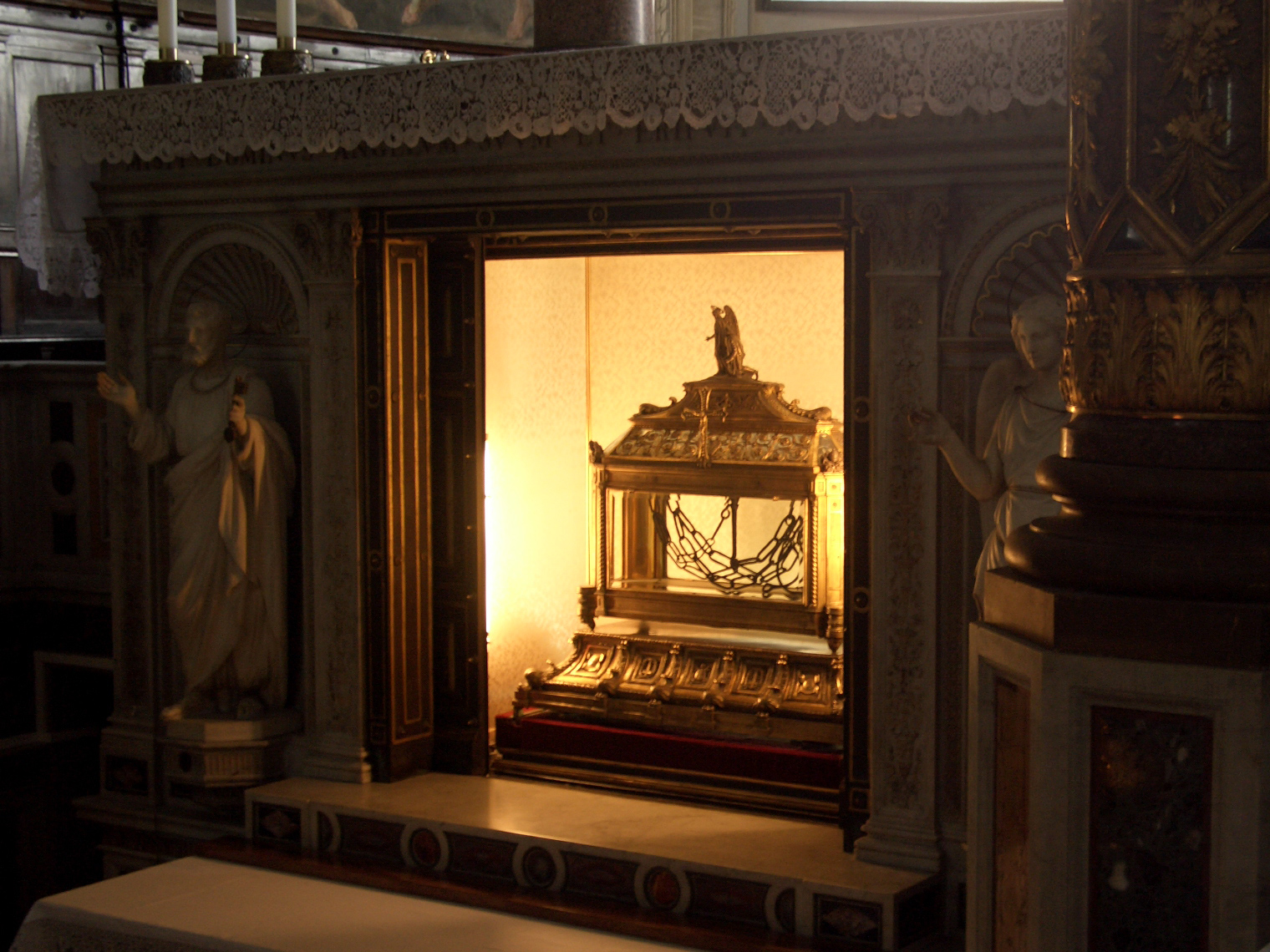
Ketten des Petrus

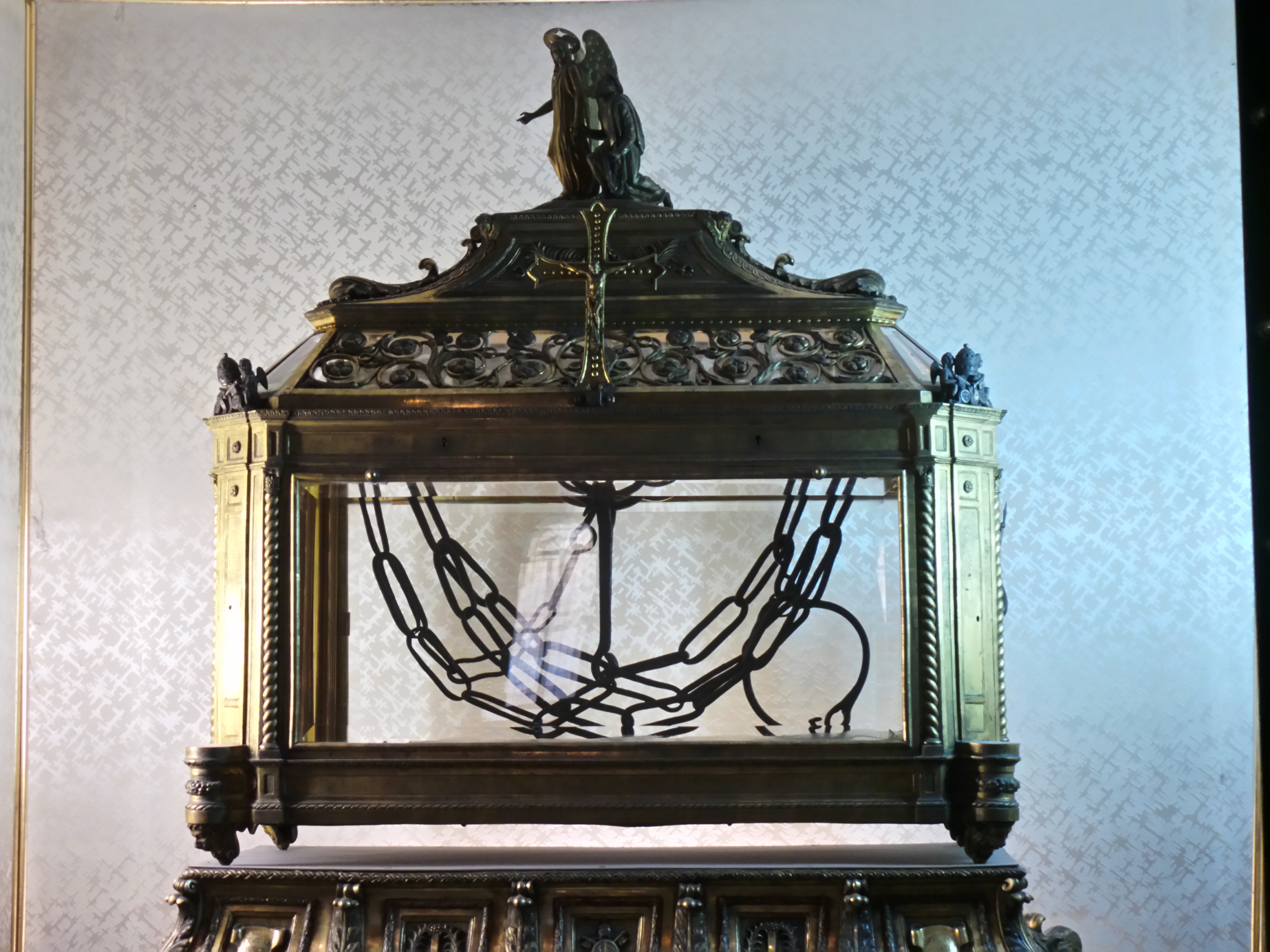
Ketten des Petrus (Nahaufnahme)

Augustiner-Chorherren vom Lateran, auch „Lateranische Chorherren“ (lat.: Congregatio Canonicorum Regularium Ss. Salvatoris Lateranensis, Ordenskürzel: CRL), ist die Bezeichnung für die „Kongregation des Allerheiligsten Erlösers vom Lateran“. Sie leben nach den Ordensregeln des heiligen Augustinus und wurden 1059 gestiftet. Sie haben in Italien, Frankreich, Polen und Österreich Kongregationen errichtet.
In Erinnerung an seine Krönung zum Römischen König stiftete Karl IV. 1351 im Aachener Dom ein Kloster für die Augustiner-Chorherren.
Papst Eugen IV. (1431–1447) besetzte 1446 die Lateranbasilika in Rom mit Augustiner-Chorherren. Hieraus entwickelten sich die „Augustiner-Chorherren vom Lateran“
Die Kardinalspriesterkirche San Pietro in Vincoli (St. Peter in Ketten) ist die Kirche der Augustiner-Chorherren vom Lateran. Dort werden die „Ketten des Petrus“ als Reliquie verehrt. Die lateranische Kongregation, die überwiegend aus dem Domkapitel der Laterankirche bestand, wurde 1960 in die Konföderation der Augustiner-Chorherren aufgenommen. Franco Bergamin ist seit 2018 Generalabt.